# Montagne de la Loube
La montagne de la Loube est une montagne du Var qui culmine à 827 m d'altitude.